# Rathaus Hohenmölsen

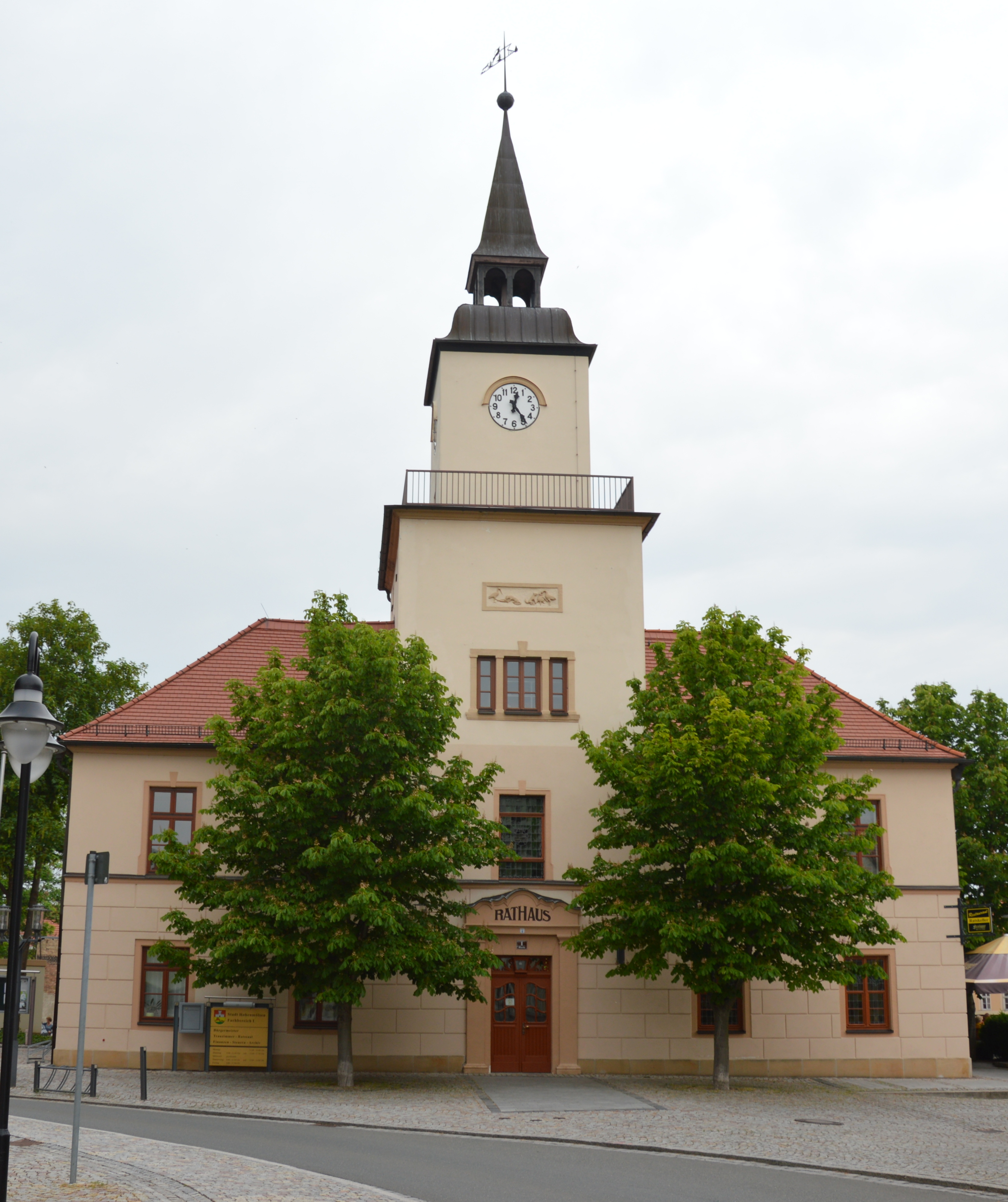
Rathaus Hohenmölsen

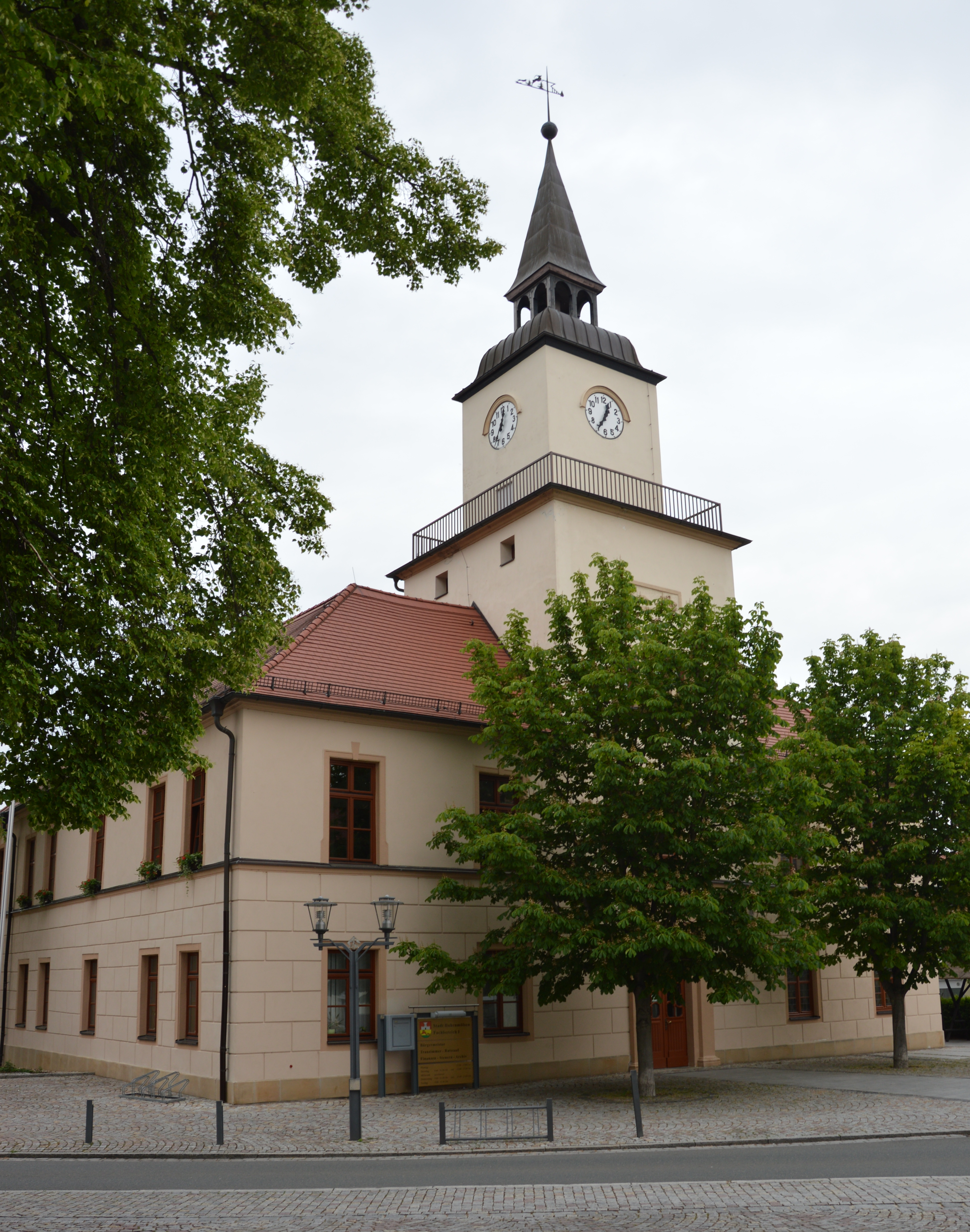
Blick von Südosten

Das Rathaus Hohenmölsen ist das Rathaus der Stadt Hohenmölsen in Sachsen-Anhalt.

## Lage
Das das Ortsbild prägende Rathaus steht auf der Südseite des Marktes an der Adresse Markt 1, 2.

## Architektur und Geschichte
Das Rathaus wurde in den Jahren 1828/29 an der Stelle eines 1661 bis 1664 errichteten Vorgängergebäudes gebaut. Der dreiflügelige Bau wurde im Stil des Barock gestaltet. Er verfügt über einen mit einer Galerie versehenen Turm, mit rechteckigem Aufsatz, einer geschweiften Haube sowie einer Laterne von 1837. In den Jahren 1930 und 1992 bis 1994 erfolgten Umbauten.
Im örtlichen Denkmalverzeichnis ist das Rathaus unter der Erfassungsnummer 094 87048 als Baudenkmal eingetragen.